# Équipe cycliste Municipalidad de Rawson
L'équipe cycliste Municipalidad de Rawson est une équipe cycliste argentine créée en 2015 et ayant le statut d'équipe continentale de 2017 à 2023.

## Histoire de l'équipe
L'équipe est créée en 2015 comme équipe de club. Elle acquiert le statut d'équipe continentale à partir de la saison 2017. Elle ne compte aucune victoire dans les compétitions UCI.

## Principales victoires

### Championnats nationaux
- Championnats d'Argentine sur route : 1
  - Contre-la-montre espoirs : 2023 (Fausto Gómez)

## Classements UCI
Le tableau ci-dessous présente les classements de l'équipe sur l'UCI America Tour, ainsi que son meilleur coureur au classement individuel.
UCI America Tour
| Saison | Classement par équipes | Meilleur coureur au classement individuel |
| ------ | ---------------------- | ----------------------------------------- |
| 2019   | 30e                    | Mauricio Graziani (494e)                  |

## Municipalidad de Rawson en 2022
| Cycliste              | Date de naissance | Nationalité | Équipe 2021                                         |  |
| --------------------- | ----------------- | ----------- | --------------------------------------------------- |  |
| Sergio Aguirre        | 25 novembre 1976  | Argentine   | Municipalidad de Rawson (2020)                      |  |
| Rodrigo Díaz          | 12 janvier 2002   | Argentine   |                                                     |  |
| Diego Nahuel Galván   | 16 novembre 2000  | Argentine   | Municipalidad de Rawson                             |  |
| Héctor Lucero         | 10 janvier 1982   | Argentine   | Municipalidad de Rawson                             |  |
| Nahuel Méndez         | 15 août 1998      | Argentine   | Municipalidad de Rawson                             |  |
| Francisco Montes      | 21 juin 1988      | Argentine   | Asociación Civil Agrupación Virgen de Fátima (2019) |  |
| Maximiliano Navarrete | 14 mai 1991       | Argentine   | Equipo Continental Municipalidad de Pocito (2020)   |  |
| Santiago Sánchez      | 26 mai 2000       | Argentine   | Agrupación Virgen de Fátima-SaddleDrunk (2020)      |  |
| Hugo Velázquez        | 16 juillet 1992   | Argentine   |                                                     |  |
| Agustín Videla        | 21 janvier 2002   | Argentine   | Municipalidad de Rawson                             |  |